# 1990 en science
| Années de la science : 1987 - 1988 - 1989 - 1990 - 1991 - 1992 - 1993    |
| Décennies de la science : 1960 - 1970 - 1980 - 1990 - 2000 - 2010 - 2020 |

Cet article présente les faits marquants de l'année 1990 en science.

## Évènements
- 22 janvier : la fusée Ariane 4 lance le satellite d'observation SPOT-2[1].

- 14 février : la sonde américaine Voyager 1, à plus de six milliards de kilomètres de la Terre, tourne sa caméra vers l'intérieur du système solaire et prend une série de clichés pour constituer une unique fresque sur laquelle apparaissent 6 des 9 planètes[2].
- 28 février : la navette américaine Atlantis décolle avec 5 astronautes à son bord pour une mission militaire dans le cadre du programme Misty[3].

- 24 avril : lancement du télescope spatial Hubble[4].

- Avril : le biotechnologue américain Richard Jorgensen et son équipe du DNA Plant Technology (en) à Oakland publient leur découverte les ARN interférent dans des expériences qui ont pour but la couleur des pétunias[5].

- 10 août : la sonde américaine Magellan fournit les premières images de Vénus[6].

- 27 septembre : les physiciens Wolfgang Krätschmer (en) et Donald Huffman (en) publient un procédé de synthèse des fullerènes permettant d'en obtenir des quantités de l'ordre du gramme[7].
- 15 novembre : la navette américaine Atlantis redécolle avec 5 astronautes à son bord pour une mission militaire[8].

## Publications
- Étienne-Émile Baulieu : Génération pilule, Éditions Odile Jacob (1990)
- Gerald Edelman : The Remembered Present: A Biological Theory of Consciousness (Basic Books, New York 1990).  (ISBN 978-0-465-06910-1)
- Karl Popper : A World of Propensities, 1990,  (ISBN 978-1-85506-000-5) (Un univers de propensions : deux études sur la causalité, 1992)
- Alain Prochiantz :  Claude Bernard : la révolution physiologique, Ed. PUF. (1990)

## Prix
- Prix Nobel

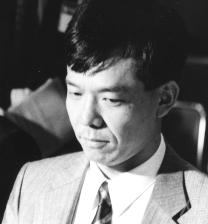
Shigefumi Mori

  - Prix Nobel de physiologie ou médecine : Joseph E. Murray, E. Donnall Thomas (Américains)
  - Prix Nobel de physique : Jerome Isaac Friedman, Henry Way Kendall, Richard E. Taylor
  - Prix Nobel de chimie : Elias James Corey (américain)

- Prix Lasker
  - Prix Albert-Lasker pour la recherche médicale fondamentale : non attribué
  - Prix Albert-Lasker pour la recherche médicale clinique : non attribué

- Médailles de la Royal Society
  - Médaille Buchanan : Cyril Clarke
  - Médaille Copley : Abdus Salam
  - Médaille Darwin : John L. Harper
  - Médaille Davy : Keith Usherwood Ingold
  - Médaille Hughes : Thomas George Cowling
  - Médaille Leverhulme : Ray Freeman
  - Médaille royale : Olgierd Cecil Zienkiewicz, Anne McLaren, Michael Berry (physicien)
  - Médaille Rumford : Walter Eric Spear (en)

- Médailles de la Geological Society of London
  - Médaille Lyell : Anthony Hallam
  - Médaille Murchison : Johnson Cann
  - Médaille Wollaston : Wallace Smith Broecker

- Prix Jules-Janssen (astronomie) : Herbert Friedman
- Prix Turing en informatique : Fernando Corbató
- Médaille Bruce (Astronomie) : Charlotte Moore Sitterly
- Médaille Fields : Vladimir Drinfeld (ukrainien), Vaughan Frederick Randal Jones (néo-zélandais), Shigefumi Mori (japonais), Edward Witten (américain)
- Médaille Linnéenne : Sir Ghillean Tolmie Prance et Florence Gwendolen Rees
- Médaille d'or du CNRS : Marc Julia

## Naissances
- 2 septembre : Amina Doumane, informaticienne théoricienne marocaine.

## Décès

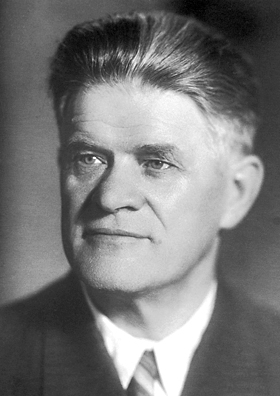
Pavel Tcherenkov

- 1er janvier : James W. Wood (né en 1924), astronaute américain.
- 6 janvier : Pavel Tcherenkov (né en 1904), physicien russe, prix Nobel de physique 1958.
- 25 janvier : Amable Audin (né en 1899), archéologue français.

- 7 février : Alan Perlis (né en 1922), informaticien américain.

- 2 mars : Lucien Malavard (né en 1910), mathématicien et physicien français.
- 3 mars : Charlotte Moore Sitterly (née en 1898), astrophysicienne américaine.
- 7 mars : Carl Alvar Wirtanen (né en 1910), astronome américain.
- 13 mars : Bruno Bettelheim (né en 1903), psychanalyste et pédagogue américain d'origine autrichienne.

- 17 avril : Ronald Evans (né en 1933), astronaute américain.

- 7 mai : Nicholas Sanduleak (né en 1933), astronome américain.
- 27 mai : June Sutor (née en 1929), cristallographe néo-zélandaise.
- 3 juin : Robert Noyce (né en 1927), chef d'entreprise américain, cofondateur de la société Intel.
- 16 juin : Thomas George Cowling (né en 1906), astronome britannique.
- 22 juin : Ilja Frank (né en 1908), physicien russe, prix Nobel de physique 1958.
- 25 juin : Melba Roy Mouton (née en 1929), mathématicienne et informaticienne américaine.
- 26 juin : Joseph Carl Robnett Licklider (né en 1915), informaticien américain.
- 12 juillet : Albert Bruylants (né en 1915), chimiste belge.
- 24 juillet : Arno Arthur Wachmann (né en 1902), astronome allemand.

- 5 août : Jean-Dominique Warnier (né en 1920), informaticien français.
- 6 août : Jacques Soustelle (né en 1912), ethnologue français.
- 12 août : Christa Jungnickel (née en 1935), historienne des sciences anglaise.

- 18 septembre : Richard Eric Holttum (né en 1895), botaniste britannique.
- 30 septembre : Michel Leiris (né en 1901), écrivain et ethnologue français.

- 1er octobre : John Stewart Bell (né en 1928), physicien nord-irlandais.
- 4 octobre : Maurice Houis (né en 1923), ethnologue et linguiste français.
- 9 octobre : Géza Ottlik (né en 1912), écrivain, traducteur, mathématicien et théoricien du bridge hongrois.

- 14 novembre : Horst Feistel (né en 1915), cryptographe américain d'origine allemande.
- 17 novembre : Robert Hofstadter (né en 1915), physicien américain, prix Nobel de physique en 1961.
- 28 novembre : Paul Pierrat (né en 1926), prêtre et archéologue amateur français.
- 18 décembre : Arthur Roy Clapham (né en 1904), botaniste et écologue britannique.
- 31 décembre : Vassili Lazarev (né en 1928), cosmonaute soviétique.